# Mojo (Hoodoo)
Il termine Mojo indica, nella forma di magia popolare del Hoodoo, un amuleto magico, una piccola borsa di tessuto contenente erbe o altri oggetti magici. 

## Origine e sviluppo del nome
La parola ha origine africana ed è ricollegabile al termine mojuba (preghiera di lode e ringraziamento), a sua volta derivante dalla lingua yoruba. Importato in America dagli schiavi, il termine è stato adottato dalla lingua inglese verso il 1900, ma mutandone il significato: oggi la parola mojo è conosciuta soprattutto dal linguaggio del blues e del rock 'n' roll e viene usata come sinonimo per libido e per l'organo sessuale maschile (Mr. Mojo Risin' anagramma dello stesso, recita Jim Morrison in L.A. Woman).
Ricorre in molti titoli di canzoni blues come I Got My Mojo Working di Muddy Waters o Pick up on My Mojo di Johnny Winter o anche Mojo Hand di Lightnin' Hopkins.